# Coupe de France de basket-ball 2005-2006
 (octobre 2024).
Si vous disposez d'ouvrages ou d'articles de référence ou si vous connaissez des sites web de qualité traitant du thème abordé ici, merci de compléter l'article en donnant les références utiles à sa vérifiabilité et en les liant à la section « Notes et références ».
Navigation
Édition précédente Édition suivante
La Coupe de France masculine de basket-ball est organisée durant la saison 2006-2007. Elle est nommée aussi Trophée Robert Busnel, du nom du basketteur décédé en 1991 Robert Busnel. Le tenant du titre est Gravelines.

## Calendrier
| Tour                                          | Nom                        |                  | Équipes participantes | Équipes gagnantes |
| 1                                             | Trente-deuxièmes de finale | Mardi 14 février | 48                    | 24                |
| Entrée en lice des 8 meilleurs clubs de Pro A |                            |                  |                       |                   |
| 2                                             | Seizièmes de finale        | Mardi 24 mars    | 32                    | 16                |
| 3                                             | Huitièmes de finale        | Mardi 18 avril   | 16                    | 8                 |
| 4                                             | Quarts de finale           | Mardi 25 avril   | 8                     | 4                 |
| 5                                             | Demi-finales               | Mardi 26 avril   | 4                     | 2                 |
| 6                                             | Finale Paris Bercy         | Dimanche 7 mai   | 2                     | 1                 |

## Trente-deuxièmes de finale
48 équipes participent aux trente-deuxièmes de finale : les 17 clubs de Nationale 1 (le Centre Fédéral ne participe pas à la Coupe de France), les 17 clubs de Pro B, 10 clubs de Pro A et 4 clubs de Nationale 2 issus du Trophée Coupe de France 2006 : Boulogne sur mer, Tours, Andrésieux et Aix-Maurienne. Les huit premiers de la saison régulière de Pro A 2005-2006 sont exempts du premier tour.
Ce tour se dispute le 14 février 2007.
| Club (division)          | Résultat | Club (division)               | Lieu             |
| ------------------------ | -------- | ----------------------------- | ---------------- |
| Feurs (N1)               | 53-91    | Paris (Pro A)                 | Feurs            |
| Vallauris (N1)           | 89-65    | Denek (N1)                    | Vallauris        |
| Brest (Pro B)            | 84-99    | Le Havre (Pro A)              | Brest            |
| Tours (N2)               | 91-82    | Challans (N1)                 | Tours            |
| Poitiers (N1)            | 61-81    | Cholet (Pro A)                | Poitiers         |
| Blois (N1)               | 69-76    | Nantes (Pro B)                | Blois            |
| Saint Étienne (Pro B)    | 78-87    | Hyères-Toulon (Pro A)         | Saint-Étienne    |
| Angers (Pro B)           | 77-90    | Quimper (Pro B)               | Angers           |
| Poissy (N1)              | 72-83    | Entente Orléanaise 45 (Pro B) | Poissy           |
| Le Portel (N1)           | 80-85    | Levallois (Pro B)             | Le Portel        |
| Longwy (N1)              | 63-82    | Reims (Pro A)                 | Longwy           |
| Golbey-Epinal (Pro B)    | 79-84    | Mulhouse (Pro B)              | Épinal           |
| Limoges CSP (N1)         | 82-76    | JSF Nanterre (Pro B)          | Limoges          |
| Stade de Vanves (N1)     | 61-76    | Stade Clermontois (Pro A)     | Vanves           |
| Andrézieux (N2)          | 95-74    | Valence-Condom (N1)           | Andrézieux       |
| Salon Lançon (N1)        | 76-92    | Aix-Maurienne (Pro B)         | Lançon-Provence  |
| Liévin (N1)              | 75-87    | Châlons-en-Champagne (Pro B)  | Liévin           |
| JSA Bordeaux Basket (N1) | 80-67    | Antibes (Pro B)               | Bordeaux         |
| Boulazac (Pro B)         | 67-77    | Chalon-sur-Saône (Pro A)      | Boulazac         |
| Saint-Vallier (N1)       | 94-93    | Roanne (Pro A)                | Saint-Vallier    |
| Besançon (Pro B)         | 89-95    | Vichy (Pro B)                 | Besançon         |
| Saint-Chamond (N1)       | 72-77    | Charleville-Mézières (Pro B)  | Saint-Chamond    |
| Évreux (Pro B)           | 59-66    | Rouen (Pro A)                 | Évreux           |
| Boulogne sur Mer (N2)    | 57-72    | Saint-Quentin (Pro B)         | Boulogne-sur-Mer |

## Seizièmes de finale
| Club (division)              | Résultat | Club (division)          | Lieu                 |
| ---------------------------- | -------- | ------------------------ | -------------------- |
| Limoges (NM1)                | 81-85    | Levallois (Pro B)        | Limoges              |
| Clermont (Pro A)             | 73-44    | Paris (Pro A)            | Clermont-Ferrand     |
| Aix-Maurienne (Pro B)        | 63-88    | Strasbourg (Pro A)       | Aix-Maurienne        |
| Vichy (Pro B)                | 90-56    | Saint-Quentin (Pro B)    | Vichy                |
| Nantes (Pro B)               | 70-82    | Orléans (Pro B)          | Nantes               |
| Bordeaux (NM1)               | 65-94    | Le Havre (Pro A)         | Bordeaux             |
| Châlons-en-Champagne (Pro B) | 62-57    | Rouen (Pro A)            | Châlons-en-Champagne |
| Charleville-Mézières (PROB)  | 66-88    | Cholet (Pro A)           | Charleville-Mézières |
| Andrézieux (NM2)             | 66-93    | Nancy (Pro A)            | Andrézieux           |
| Quimper (Pro B)              | 61-83    | Le Mans (Pro A)          | Quimper              |
| Tours Joué (NM2)             | 71-107   | Dijon (Pro A)            | Tours                |
| Pau-Orthez (Pro A)           | 83-82    | ASVEL (Pro A)            | Pau                  |
| Mulhouse (Pro B)             | 81-92    | Chalon-sur-Saône (Pro A) | Mulhouse             |
| Bourg-en-Bresse (Pro A)      | 63-78    | Gravelines (Pro A)       | Bourg-en-Bresse      |
| Vallauris (NM1)              | 80-86    | Reims (Pro A)            | Vallauris            |

## Phase finale
|  | Huitième de finale Mardi 18 avril 2007 | Huitième de finale Mardi 18 avril 2007 |                              |    | Quarts de finale 25 avril 2007 | Quarts de finale 25 avril 2007 |  |  | Demi-finales 26 avril 2007 | Demi-finales 26 avril 2007 |  |  | Finale Dimanche 7 mai 2007 | Finale Dimanche 7 mai 2007 |
|  | Huitième de finale Mardi 18 avril 2007 | Huitième de finale Mardi 18 avril 2007 |                              |    | Quarts de finale 25 avril 2007 | Quarts de finale 25 avril 2007 |  |  | Demi-finales 26 avril 2007 | Demi-finales 26 avril 2007 |  |  | Finale Dimanche 7 mai 2007 | Finale Dimanche 7 mai 2007 |
|  |                                        |                                        |                              |    |                                |                                |  |  |                            |                            |  |  |                            |                            |
|  | 18 avril à Pau                         | 18 avril à Pau                         |                              |    | 25 avril à Angers              | 25 avril à Angers              |  |  | 23 avril à Angers          | 23 avril à Angers          |  |  | 7 mai à Paris-Bercy        | 7 mai à Paris-Bercy        |
|  | 18 avril à Pau                         | 18 avril à Pau                         |                              |    | 25 avril à Angers              | 25 avril à Angers              |  |  | 23 avril à Angers          | 23 avril à Angers          |  |  | 7 mai à Paris-Bercy        | 7 mai à Paris-Bercy        |
|  | Pau-Orthez (Pro A)                     | 85                                     |                              |    | 25 avril à Angers              | 25 avril à Angers              |  |  | 23 avril à Angers          | 23 avril à Angers          |  |  | 7 mai à Paris-Bercy        | 7 mai à Paris-Bercy        |
|  | Pau-Orthez (Pro A)                     | 85                                     |                              |    | 25 avril à Angers              | 25 avril à Angers              |  |  | 23 avril à Angers          | 23 avril à Angers          |  |  | 7 mai à Paris-Bercy        | 7 mai à Paris-Bercy        |
|  | Strasbourg (Pro A)                     | 71                                     |                              |    | 25 avril à Angers              | 25 avril à Angers              |  |  | 23 avril à Angers          | 23 avril à Angers          |  |  | 7 mai à Paris-Bercy        | 7 mai à Paris-Bercy        |
|  | Strasbourg (Pro A)                     | 71                                     | Pau-Orthez (Pro A)           | 60 |                                |                                |  |  | 23 avril à Angers          | 23 avril à Angers          |  |  | 7 mai à Paris-Bercy        | 7 mai à Paris-Bercy        |
|  | 18 avril à Clermont-Ferrand            |                                        | Pau-Orthez (Pro A)           | 60 |                                |                                |  |  | 23 avril à Angers          | 23 avril à Angers          |  |  | 7 mai à Paris-Bercy        | 7 mai à Paris-Bercy        |
|  |                                        | Le Mans (Pro A)                        | 57                           |    |                                |                                |  |  | 23 avril à Angers          | 23 avril à Angers          |  |  | 7 mai à Paris-Bercy        | 7 mai à Paris-Bercy        |
|  | Clermont (Pro A)                       | Le Mans (Pro A)                        | 57                           | 69 |                                |                                |  |  | 23 avril à Angers          | 23 avril à Angers          |  |  | 7 mai à Paris-Bercy        | 7 mai à Paris-Bercy        |
|  | Clermont (Pro A)                       | 25 avril à Angers                      |                              | 69 |                                |                                |  |  | 23 avril à Angers          | 23 avril à Angers          |  |  | 7 mai à Paris-Bercy        | 7 mai à Paris-Bercy        |
|  | Le Mans (Pro A)                        | 75                                     |                              |    |                                |                                |  |  | 23 avril à Angers          | 23 avril à Angers          |  |  | 7 mai à Paris-Bercy        | 7 mai à Paris-Bercy        |
|  | Le Mans (Pro A)                        | 75                                     | Pau-Orthez (Pro A)           | 63 |                                |                                |  |  |                            |                            |  |  | 7 mai à Paris-Bercy        | 7 mai à Paris-Bercy        |
|  | 18 avril à Gravelines                  |                                        | Pau-Orthez (Pro A)           | 63 |                                |                                |  |  |                            |                            |  |  | 7 mai à Paris-Bercy        | 7 mai à Paris-Bercy        |
|  |                                        | Dijon (Pro A)                          | 66                           |    |                                |                                |  |  |                            |                            |  |  | 7 mai à Paris-Bercy        | 7 mai à Paris-Bercy        |
|  | Gravelines (Pro A)                     | Dijon (Pro A)                          | 66                           | 91 |                                |                                |  |  |                            |                            |  |  | 7 mai à Paris-Bercy        | 7 mai à Paris-Bercy        |
|  | Gravelines (Pro A)                     | 23 avril à Orléans                     |                              | 91 |                                |                                |  |  |                            |                            |  |  | 7 mai à Paris-Bercy        | 7 mai à Paris-Bercy        |
|  | Le Havre (Pro A)                       | 73                                     |                              |    |                                |                                |  |  |                            |                            |  |  | 7 mai à Paris-Bercy        | 7 mai à Paris-Bercy        |
|  | Le Havre (Pro A)                       | 73                                     | Gravelines (Pro A)           | 76 |                                |                                |  |  |                            |                            |  |  | 7 mai à Paris-Bercy        | 7 mai à Paris-Bercy        |
|  | 18 avril à Levallois                   |                                        | Gravelines (Pro A)           | 76 |                                |                                |  |  |                            |                            |  |  | 7 mai à Paris-Bercy        | 7 mai à Paris-Bercy        |
|  |                                        | Dijon (Pro A)                          | 91                           |    |                                |                                |  |  |                            |                            |  |  | 7 mai à Paris-Bercy        | 7 mai à Paris-Bercy        |
|  | Levallois (Pro B)                      | Dijon (Pro A)                          | 91                           | 70 |                                |                                |  |  |                            |                            |  |  | 7 mai à Paris-Bercy        | 7 mai à Paris-Bercy        |
|  | Levallois (Pro B)                      | 25 avril à Orléans                     |                              | 70 |                                |                                |  |  |                            |                            |  |  | 7 mai à Paris-Bercy        | 7 mai à Paris-Bercy        |
|  | Dijon (Pro A)                          | 111                                    |                              |    |                                |                                |  |  |                            |                            |  |  | 7 mai à Paris-Bercy        | 7 mai à Paris-Bercy        |
|  | Dijon (Pro A)                          | 111                                    | Dijon (Pro A)                | 66 |                                |                                |  |  |                            |                            |  |  |                            |                            |
|  | 18 avril à Châlons-en-Champagne        |                                        | Dijon (Pro A)                | 66 |                                |                                |  |  |                            |                            |  |  |                            |                            |
|  |                                        | Orléans (Pro B)                        | 58                           |    |                                |                                |  |  |                            |                            |  |  |                            |                            |
|  | Chalons-en-Champagne (Pro A)           | Orléans (Pro B)                        | 58                           | 75 |                                |                                |  |  |                            |                            |  |  |                            |                            |
|  | Chalons-en-Champagne (Pro A)           |                                        |                              | 75 |                                |                                |  |  |                            |                            |  |  |                            |                            |
|  | Nancy (Pro A)                          | 64                                     |                              |    |                                |                                |  |  |                            |                            |  |  |                            |                            |
|  | Nancy (Pro A)                          | 64                                     | Châlons-en-Champagne (Pro A) | 57 |                                |                                |  |  |                            |                            |  |  |                            |                            |
|  | 18 avril à Reims                       |                                        | Châlons-en-Champagne (Pro A) | 57 |                                |                                |  |  |                            |                            |  |  |                            |                            |
|  |                                        | Hyères-Toulon (Pro B)                  | 80                           |    |                                |                                |  |  |                            |                            |  |  |                            |                            |
|  | Reims (Pro A)                          | Hyères-Toulon (Pro B)                  | 80                           | 69 |                                |                                |  |  |                            |                            |  |  |                            |                            |
|  | Reims (Pro A)                          | 25 avril à Orléans                     |                              | 69 |                                |                                |  |  |                            |                            |  |  |                            |                            |
|  | Hyères-Toulon (Pro A)                  | 83                                     |                              |    |                                |                                |  |  |                            |                            |  |  |                            |                            |
|  | Hyères-Toulon (Pro A)                  | 83                                     | Hyères-Toulon (Pro A)        | 74 |                                |                                |  |  |                            |                            |  |  |                            |                            |
|  | 18 avril à Orléans                     |                                        | Hyères-Toulon (Pro A)        | 74 |                                |                                |  |  |                            |                            |  |  |                            |                            |
|  |                                        | Orléans (Pro B)                        | 81                           |    |                                |                                |  |  |                            |                            |  |  |                            |                            |
|  | Orléans (Pro B)                        | Orléans (Pro B)                        | 81                           | 67 |                                |                                |  |  |                            |                            |  |  |                            |                            |
|  | Orléans (Pro B)                        |                                        |                              | 67 |                                |                                |  |  |                            |                            |  |  |                            |                            |
|  | Vichy (Pro B)                          | 60                                     |                              |    |                                |                                |  |  |                            |                            |  |  |                            |                            |
|  | Vichy (Pro B)                          | 60                                     | Orléans (Pro B)              | 79 |                                |                                |  |  |                            |                            |  |  |                            |                            |
|  | 18 avril à Cholet                      |                                        | Orléans (Pro B)              | 79 |                                |                                |  |  |                            |                            |  |  |                            |                            |
|  |                                        | Cholet (Pro A)                         | 68                           |    |                                |                                |  |  |                            |                            |  |  |                            |                            |
|  | Cholet (Pro A)                         | Cholet (Pro A)                         | 68                           | 74 |                                |                                |  |  |                            |                            |  |  |                            |                            |
|  | Cholet (Pro A)                         |                                        |                              | 74 |                                |                                |  |  |                            |                            |  |  |                            |                            |
|  | Chalon-sur-Saône (Pro A)               | 66                                     |                              |    |                                |                                |  |  |                            |                            |  |  |                            |                            |
|  | Chalon-sur-Saône (Pro A)               | 66                                     |                              |    |                                |                                |  |  |                            |                            |  |  |                            |                            |